# Adolph Heinrich von Winterfeld
Adolph Heinrich von Winterfeld (* 5. März 1689 in Siethen; † 1740) war preußischer Landrat im vorpommerschen Anklamer Kreis.
Adolph Heinrich war ein Sohn des Ernst Friedrich von Winterfeld (1665–1701), Erbherr auf Dallmin, und der Eva Catharina von Schlabrendorf (~1666–1750). Ab 1704 besuchte er das Pädagogium in Halle, wo er sich 1707 an der Universität einschrieb. Nach Ende des Studiums trat er in die Preußische Armee ein. Zuletzt diente er im Infanterie-Regiment von Kalckstein, bevor er 1728 als Hauptmann seinen Abschied nahm. 
Im Juni 1723 oder 1725 hatte er Emerentia Hedwig von Winterfeld († 1764) aus dem Hause Dambeck geheiratet. 1725 übernahm er im Anklamer Kreis in Vorpommern das Winterfeld'sche Gut Steinmocker. 1733 verkaufte ihm der Oberpräsident Philipp Otto von Grumbkow für 16.000 Taler das Gut Preetzen. Er wurde zum Landrat des Kreises ernannt. Im Frühjahr 1740 starb er.